# Gvido Mravljak
Gvido Mravljak, slovenski univerzitetni diplomirani pravnik in magister managementa, * 1961, Maribor.
Mravljak je bil 31. avgusta 2006 imenovan za državni sekretar na Ministrstvu za kmetijstvo, gozdarstvo in prehrano, do 15. aprila 2007.